# Sybil Sanderson
Sybil Sanderson (Sacramento, 7 dicembre 1864 – Parigi, 16 maggio 1903) è stata un soprano statunitense.

## Biografia
Il padre, ricco proprietario minerario, divenne Capo della Giustizia della California, ma morì prematuramente quando Sybil era ancora una bambina. La madre, grazie all'eredità lasciata dal marito, poté trasferirsi a Parigi con la figlia, dove frequentarono l'alta società; quando le qualità vocali della bambina divennero evidenti, la madre la iscrisse al conservatorio della città.
Inizialmente, l'attività di Sybil fu limitata ai salotti parigini, dove intratteneva i nobili con arie d'opera; il debutto come professionista avvenne il 15 maggio 1889 come Esclarmonde di Massenet, ruolo scritto per lei. In seguito diventa star dell'Opéra Comique e dell'Opéra Garnier nel repertorio di Massenet e Saint-Saens (che scrisse per lei Phryné), ma all'estero non ottenne un pari successo, ricevendo critiche tiepide sia alla Royal Opera House di Londra sia al Metropolitan Opera di New York.
Nel 1897 si ritirò dalle scene in seguito al matrimonio con l'ereditiere cubano Antonio E. Terry, tentando di riprendere la carriera nel 1899, ma senza successo.
Passò gli ultimi anni afflitta dalla depressione e dall'alcolismo e morì a causa di una polmonite alla giovane età di 38 anni.
Aiutò il soprano Mary Garden ad emergere.

## Vocalità e personalità interpretativa
Dotata di una voce di timbro cristallino, limpida, straordinaria per agilità ed estensione (fino al sol sovracuto) e sorretta da un'ottima preparazione tecnica, si è imposta come interprete passionale e incisiva, aiutata da un fisico fanciullesco.